# Trumeau (Spiegel)
Ein Trumeau(spiegel) ist ein an einem Pfeiler zwischen zwei Wandöffnungen befestigter Wandspiegel. Der breite Pfeiler selbst wird ebenfalls als Trumeau bezeichnet.

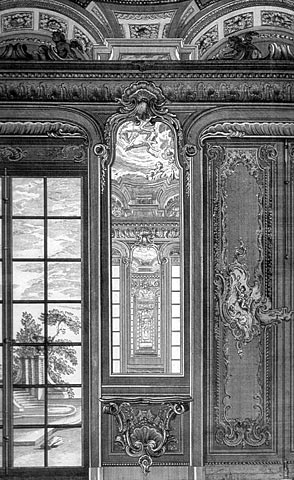
Trumeau (Mitte) über einer Konsolstütze.

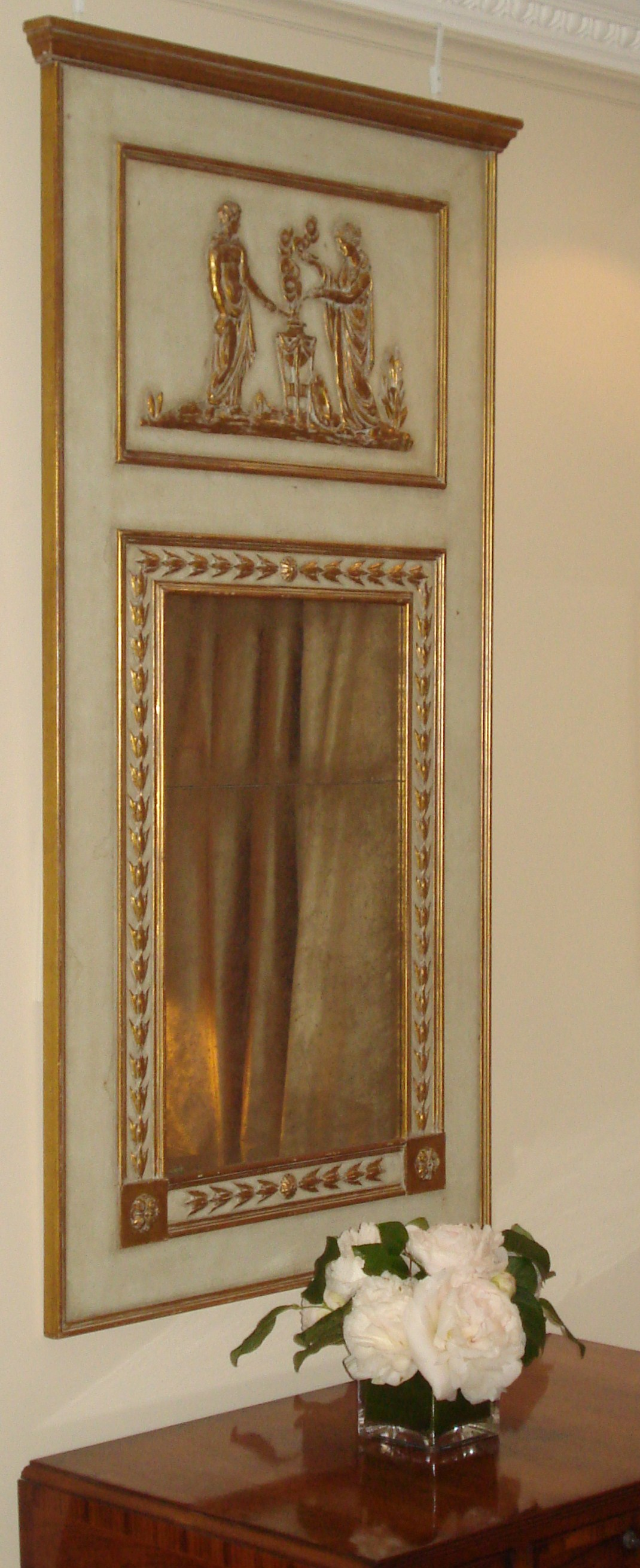
Trumeau über einem Trumeaukasten.

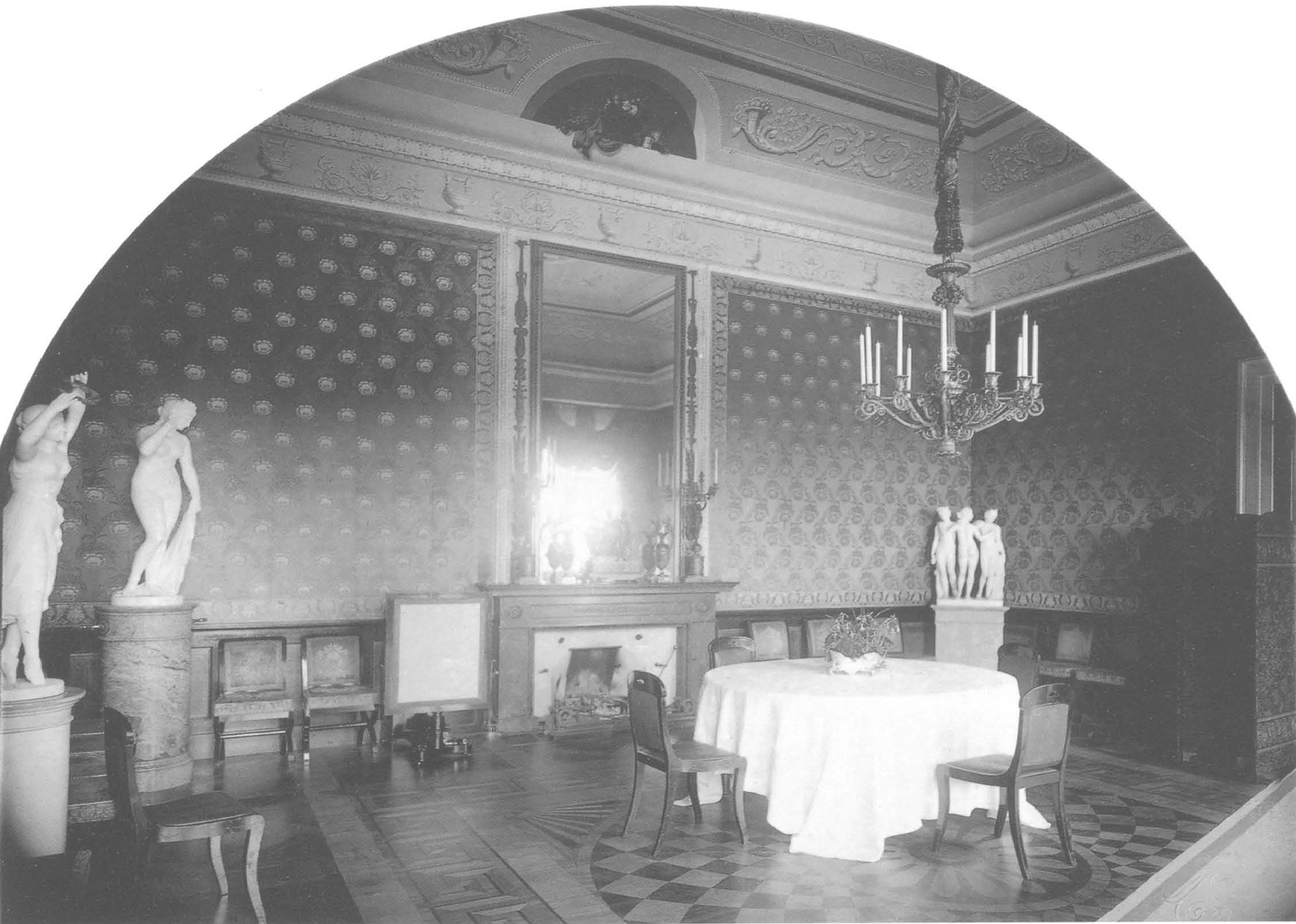
Trumeau über einem Kamin.

## Beschreibung
Wandspiegel, die an einem Pfeiler zwischen zwei Wandöffnungen (Fenster, Türen) befestigt sind, werden als Trumeaux (veraltet: Trümeaux), Pfeilerspiegel oder Trumeauspiegel bezeichnet. Sie sind entsprechend der Wandfläche meist schmal und hoch und können von Kniehöhe bis zur Decke reichen. Oft sind sie über einem Wandtisch, einem Kamin oder einem Schränkchen angebracht, das Trumeaukasten genannt wird. Schubladenschränke dieser Art werden auch als Pfeilerkommoden bezeichnet. Trumeaux erfreuten sich im 18. und 19. Jahrhundert großer Beliebtheit.
Trumeauspiegel waren ein Fixpunkt der „guten Stube“. Ihre Verwendung zwischen zwei Fenstern war aufgrund des optimalen Lichteinfalls besonders beliebt. Überdies setzten sie mit dieser Platzierung die Reihe der Fenster scheinbar fort und machten die Räume heller. Abends konnte man auf den darunter stehenden Konsoltisch eine Lampe stellen, deren Licht dann über den Spiegel in den Raum reflektiert wurde. Aufgrund der aufwändigen und komplizierten Spiegelversilberung im 18. und frühen 19. Jahrhundert war der Trumeauspiegel mit Abstand das teuerste Objekt einer Raumgestaltung. Spiegelglas wurde in Quadratzentimetern berechnet. In der Zeit des Biedermeier suchten die Schreiner die Spiegelflächen unauffällig, jedoch effektiv, durch oben und unten angesetzte Felder optisch zu strecken und zu verlängern, um dem Trumeauspiegel eine ansehnliche Höhe zu verleihen.
„Dabei wurden die Flächen der Füllungen häufig mit Reliefs verziert und bisweilen auch kleinere Spiegel hinzugefügt. Bei diesen 'Erweiterungen' nach unten und oben durfte natürlich ein starker Sockel sowie ein hoher Kranz oder Giebel als Bekrönung des Trumeauspiegels nicht fehlen.“

## Übersetzungen
| Sprache     | Singular                                                       | Plural                                                            |
| Deutsch     | der Trumeau (Aussprache: trümóh [try'mo:]), der Pfeilerspiegel | die Trumeaus (Aussprache: trümóhs [try'mo:s]), die Pfeilerspiegel |
| Englisch    | pier glass, pier-glass, trumeau, trumeau mirror                | pier glasses, pier-glasses, trumeaux, trumeau mirrors             |
| Französisch | le trumeau                                                     | les trumeaux                                                      |
| Italienisch | il trumeau, il trumò                                           | le trumeau, le trumò                                              |
| Russisch    | трюмо                                                          | трюмо                                                             |

## Wortherkunft
Das Wort Trumeau kommt von dem französischen Wort trumeau, das einen Pfeiler zwischen zwei Wandöffnungen bezeichnet. Es ist verwandt mit dem deutschen Wort Trumm (Plural: Trümmer) mit der Grundbedeutung „großes Stück“.